# 瑙鲁内战

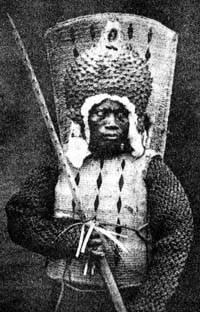
1880年左右，瑙鲁内战中身穿传统战斗盔甲的瑙鲁战士

瑙鲁内战（英語：Nauruan Civil War）发生在1878年—1888年10月，战争双方分别为效忠时任瑙鲁国王阿维达的力量和那些试图推翻他、支持另一位竞争者的势力。内战的导火索是火器被引入岛上，导致全体瑙鲁居民掌握了武器。在战争的大部分时间里，忠于国王的一方和反叛者陷入僵局，一方控制着岛屿的北部，另一方则控制着南部。
1888年，德意志帝国介入，帮助阿维达复位，并没收了交战双方的火器。德军最终从双方参战人员手中收缴了791支步枪，几乎相当于岛上剩下的成年居民人均拥有一支枪。据历史学家估计，1848年瑙鲁的人口约为1400；战争结束时，人口减少至约900。
随着内战结束，瑙鲁实际上被置于德国的控制之下，不久之后成为德国殖民地，隶属德属新几内亚。